# نظرية الخصوصية الاتصالية
ركزت نظرية النفاذ الاجتماعي لـ ألتمان وتايلور على الكشف الذاتي بصفته الوسيلة الأساسية لتطوير علاقات وثيقة. غير أن كل من التمان وكذلك باكستر ومونتجومري استنتجوا في النهاية أن الانفتاح ليس إلا مجرد جزء من القصة. كما تتوفر لدينا رغبة للتمتع بالخصوصية. وتتفق ساندرا بيتر ونيو الأستاذة الجامعية في مجال الاتصال في جامعة إنديانا – وجامعة بوردو إنديانا بولس مع آلتمان في أن كشف المعلومات الخاصة قد يعزز من علاقتك مع الأشخاص المهمين لك في حياتك. وتشارك أي من المعلومات السرية عادة معهم من شأنه أن يقلل من خصوصيتك. وتنظر بيتر ونيو إلى نظرية إدارة الخصوصية الاتصالية (CPM) على أساس كونها خارطة للطريقة التي يتحرك من خلالها الناس في نطاق خصوصيتهم. إنها تريد منا أن نفكر في حدود الخصوصية التي تشتمل المعلومات التي لدينا ولكن لا يعرفها الآخرون. ويمكن أن تتراوح حدود تلك الخصوصية من مرشحات دقيقة ومسامية إلى حواجز سميكة غير قابلة للاختراق تحمي الأسرار في أعماق مظلمة. ولكن حيثما كنا سنتشارك جزءا من تلك المعلومات مع شخص ما فإننا نعيد تشكيل حدود الخصوصية تلك.
ويعتبر توافر صورة ذهنية للحدود الوقائية أمرا أساسيا لفهم المبادئ الخمسة الجوهرية لـ نظرية إدارة الخصوصية الاتصالية لـ بترونيو: -
1. يعتقد الناس أنهم يمتلكون معلومات خاصة بهم ولديهم الحق في التحكم بها.
2. يتحكم الأشخاص في معلوماتهم الخاصة من خلال استخدام قواعد الخصوصية الشخصية.
3. عندما يتم إخبار أشخاص آخرين – أو – تتاح لهم إمكانية الوصول إلى تلك المعلومات الخاصة الشخصية فإنهم يصبحون مالكين مشتركين لتلك المعلومات.
4. يحتاج هؤلاء المالكون المشتركون لتلك لمعلومات الخاصة إلى التفاوض بشكل متبادل على قواعد خصوصية يمكن الاتفاق عليها بشأن إخبار الآخرين.
5. وعندما لا يتفاوض هؤلاء المالكون المشتركون للمعلومات الخاصة بشكل فعال ويتبعون قواعد الخصوصية المحددة بشكل متبادل يحتمل أن يظهر هناك اضطرابا حديا (حدوديا) كنتيجة لذلك.

وعلى الرغم من أن تلك البيانات الخمسة تبدو بسيطة إلا أن عمليات الإدارة التي تصفها غالبا ما تكون معقدة إلى حد ما. وسيتم تناول الاعتبارات النفسية والسلوكيات الاتصالية التي يؤكد عليها كل مبدأ من تلك المبادئ. وتأتي الأدلة على صحتها من أكثر من مائة دراسة بحثية امتدت إلى مجموعة عريضة من المواقف التي تتسم بكونها تمت وجها إلى وجه (مباشرة بين الأشخاص) حيث يكون هناك قدر من التوتر الجدلي فيما بين الخصوصية والكشف والإفصاح. وحيث أن بحث بيتر ونيو قد تجاوز سياقات التواصل الشخصي والأسري وسياقات التواصل الصحي وفيما يلي مجموعة متنوعة من الإشكاليات الطبية لأوضح كيف يقوم الأشخاص بإدارة معلوماتهم الخاصة.

## ملكية المعلومات الخاصة وإداراتها
يعتقد الناس أنهم يمتلكون معلوماتهم الخاصة ولديهم الحق في التحكم بها.
| المعلومات الخاصة                                                         |
| ------------------------------------------------------------------------ |
| محتوى عمليات الكشف والإفصاح المحتملة – تلك المعلومات التي يمكن امتلاكها. |

وبدلا عن التحدث عن الكشف الذاتي كما يفعل الكثير من أصحاب النظريات إلا أن بترونيو يشير إلى الكشف عن المعلومات الخاصة. وتوجد هناك أربعة أسباب تجعلها تفضل هذا التعبير:
في المقام الأول: توجد هناك الكثير من المعلومات الخاصة التي نخبرها لآخرين ولكن تلك المعلومات الخاصة لا تتعلق بأنفسنا. هذا الكشف يمكن أن يكون متعلق بأشخاص آخرين أو ينقل أخبارا ذات طبيعة غير شخصية. وهناك سبب آخر يجعلها تتجنب تسمية الكشف الذاتي – وهو أنه عادة ما يتصاحب مع علاقة حميمة بين الأشخاص. على سبيل المثال جميع النظريات الثلاثة في قسم تطوير العلاقات تفترض أن الكشف الذاتي هو الطريقة الأساسية لتطوير روابط وعلاقات شخصية وثيقة (أنظر الفصول 9-11). غير أن بيتر ونيو لاحظت أنه يوجد هناك عدد من الدوافع التي تدعو إلى الكشف عن المعلومات الخاصة. على سبيل المثال يمكن أن تكون لدينا رغبة في تحرير أنفسنا من عبء أو منع حدوث خطأ أو ترك انطباع أو الإحساس بقدر من السيطرة أو بكل بساطة من أجل الاستمتاع بالتعبير عن الذات. وهناك سبب آخر يجعل بيتر ونيو تختار التحدث عن الكشف عن المعلومات الخاصة وهو أن تلك العبارة لها مدلول محايد مقارنة بالكشف الذاتي الذي يكون له إحساسا إيجابياً. ويمكن أن تكون نتيجة الكشف عن معلومات خاصة نتيجة جيدة ولكن بحسب ما هو واضح من خلال ما يحدث مع السقاة ومصففي الشعر يمكن أن يكون هذا أمر غير مرحب به. وفي النهاية بينما يركز مصطلح الكشف الذاتي على الفعل الفردي للشخص الكاشف إلا أن بيتر ونيو فضلت وصف توجيه الانتباه إلى محتوى ما يقال وكيفية تعامل الشخص الموثوق به مع تلك المعلومات الخاصة. وبهذا المعنى تعتبر نظرية اتصالية أكثر اكتمالا.

### كيف ننظر إلى المعلومات الخاصة التي نقوم بإداراتها
المبدأ الأول من مبادئ نظرية إدارة الخصوصية الاتصالية واضحا تماماً: -
إننا ننظر إليه على أساس كونه مبدأ لنا - ونحن نؤمن بأنها (أي تلك المعلومات الخاصة) ملكا لنا. إن اعتقادنا قويا جداً بأن بيتر ونيو تحدد مفهوم الخصوصية على أساس كونه «الإحساس بأن الشخص له الحق في أن يمتلك معلومات خاصة». وقد يكون إحساسك بتلك الطريقة هو ذات الإحساس الذي تشعر به حيال إجمالي المعدل التراكمي (التقدير الدراسي) العام الخاص بك.
| الخصوصية                                            |
| --------------------------------------------------- |
| إحساس بأن الشخص لديه الحق في أن يمتلك معلومات خاصة. |

إن الملكية تنقل كل من حقوق والتزامات على حد سواء. وتعزز الخصوصية إحساسنا بالاستقلالية وتجعلنا نشعر بأننا أقل عرضة للخطر. هذا هو الاتجاه الصاعد. غير أن بيتر ونيو تقترح أيضا أن ملكية المعلومات الخاصة يمكن أن تكون مسئولية. إنها تزعم أننا عندما نكون مطلعين على شيء لا يعرف عنه الآخرين شيئا فإننا نتفهم أننا مسئولين عن تلك المعلومات وسنكون محاسبين عن طريقة تعاملنا معها. ولهذا السبب فإننا نسعى إلى التحكم فيمن يمكن أن يعرفها أيضا. وفي نطاق سياق الخصوصية الطبية: ربما لا تواجه أي مجموعة ضغوطا أكبر من أجل الكشف من هؤلاء الأشخاص الذين لديهم ندب (أثر جرح) ملحوظ بشكل واضح. على سبيل المثال غالبا ما يطرح الغرباء أسئلة تدخليه على هؤلاء المصابين بشلل ما كانوا ليفكروا بطرحها على شخص صحيح البنية. وفي إحدى الدراسات البحثية المسماة بـ «كم تكلفة ذلك الكرسي المدولب؟»).
ويتحدث أستاذ الاتصال في جامعة نبراسكا الدكتور دوان برايت وايت عن كيفية إدارة المعاقين جسدياً لحدود خصوصيتهم. وتوصلت إلى أنه في معظم الحالات سوف يجيبون على سؤال في حال كانوا يعتبرونه مناسبا للمناقشة – أو – في حال تم طرحه من قبل أحد الأطفال. لكن إذا كانوا يعتقدون أنه من دافع الفضول أو تطلع غريب فإنهم يتجنبون الإجابة عليه – أو – يجيبون على السؤال بنوع من السخرية. وذكر أحد المستجيبين أنه توجد هناك " أوقات يأتي إليها الناس ويسألون عن أشياء ليست ذات أهمية بالنسبة لهم.
الأشخاص الذين قامت برايت وايت بمقابلاتهم كانوا يعتقدون بشكل واضح أنهم يمتلكون معلوماتهم الخاصة وأنهم يعملون بشكل نشط للحفاظ على سيطرتهم على تلك المعلومات بشأن كيف ومتى ومع من سيتم تشاركها. ينص المبدأ الأول من نظرية إدارة الخصوصية الاتصالية على أن ذلك حقيقيا لغالبيتنا. إن إحساسنا بالملكية يدفعنا إلى خلق حدود تتحكم بمدى انتشار ما نعلمه. والمبدأ الثاني من مبادئ نظرية إدارة الخصوصية الاتصالية يتناول مدى سماكة تلك الحدود التي يمكن أن تكون عليها.

## قواعد من أجل الإخفاء والكشف
يتحكم الناس بمعلوماتهم الخاصة من خلال استخدام قواعد الخصوصية الشخصية. تشير بيتر ونيو إلى نظرية إدارة الخصوصية الاتصالية على أساس كونها نظرية قائمة على قواعد 5. وهي تعني بذلك أن نظرية إدارة الخصوصية الاتصالية توفر مدخلا تفسيرياً يتعارض مع السعي الموضوعي أو العلمي لاستكشاف قوانين شاملة تتنبأ بدقة بالمكان الذي سيرسي فيه الناس حدود خصوصيتهم. وبدلا عن ذلك يحاول منظرو القواعد إلى تمييز لماذا أن الأشخاص يتبنون خيارات يقومون باتخاذها بشأن إخفاء أو كشف تلك المعلومات الخاصة بهم إلي اخرين. وعندما تحدد بيتر ونيو نمط الكشف في نطاق مجموعة من الأفراد ويظهر هؤلاء الناس تفسيرات مشابهة لتصرفاتهم فإنها تقوم بصياغة قواعد مستبطنة يبدو أنها توجه قراراتهم. تعتبر تلك القواعد موجهات للتفسير فضلا عن كونها قوانين جامدة. إلا أنه من حيث الممارسة فإنها تساعد الأشخاص على الشعور بأنهم يمتلكون سيطرة على معلوماتهم الخاصة.

### النظرية القائمة على القاعدة: -
نظرية تفترض بأنه يمكننا أن نفهم بشكل أفضل تصرفات الأشخاص الذين قاموا باختيارها بشكل حر في حال قمنا بدراسة نظام القواعد التي يستخدمونه لتفسير وإدارة حياتهم. وتؤكد نظرية إدارة الخصوصية الاتصالية على أن تلك العوامل الخمسة تلعب دوراً هاماً في وضع وتطوير قواعد خصوصيتنا: إنها الثقافة والنوع والدافعية والسياق ومعدلات المخاطرة / الاستفادة. وفيما يلي توضيح للثوابت الخمسة في وضع قواعد الخصوصية.
- الثقافة –

تختلف الثقافة عن قيمة الانفتاح والكشف. فالولايات المتحدة الأمريكية عبارة عن مزيج متنوع ومختلف من العديد من الثقافات الفرعية غير أن بيتر ونيو لاحظت أن مواطني الولايات المتحدة الأمريكية بشكل عام فرديين بشكل كبير. إن هذا يعني أنهم لديهم تحيزا نحو اتجاه إغلاق الأبواب والاحتفاظ بالأسرار والحفاظ على الخصوصية.
- الجنس: -

تقول الحكمة الشعبية أن النساء يمارسن الكشف أكثر من الرجال. وما هو واضح هو أن كل من الرجال والنساء يكشفون بشكل أكثر سهولة عن معلومات خاصة إلى النساء أكثر من الرجال. يحتمل أن هذا صحيح بشكل خاص عندما تتعرض فتاة صغيرة إلى اعتداء جنسي من قبل شخص أكبر سناً.
- الدافعية: -

تؤكد بيتر ونيو على الانجذاب والإعجاب كدوافع شخصية يمكن أن تعمل على حل حدود الخصوصية التي لم يكن ليتم اختراقها بغير ذلك.
- السياق: -

يمكن للأحداث الصادمة أن تعيق - سواء بشكل مؤقت أو بشكل دائم - من تأثير الثقافة والجنس والدافعية عندما يصوغ الأشخاص قواعد الخصوصية الخاصة بهم. وأخذت بيتر ونيو في الاعتبار تشخيص مرض الإيدز – والانتحار وقتل أحد أفراد الأسرة وفقدان أحد أعضاء الجسم أو الشلل البدني ومعايشة مذابح الحرب أو الكوارث الطبيعية والتعرض لعدوان جنسي كطفل. يمكن لأي حدث من تلك الأحداث أن تنشئ حدود خصوصية لا يمكن اختراقها في البداية. يفترض أن الشخص الذي يعاني عليه أولاً أن يتأقلم – ويمكن أن يأتي بعد ذلك الحديث.

## معدل المخاطرة / الاستفادة: -
فكر مرة أخرى في الحسابات الذهنية التي تدعي نظرية التبادل الاجتماعي إننا نقوم بها قبل اتخاذ أي قرار بشأن الطريقة التي سنتصرف بها. إننا نضيف بعض المنافع ونقوم بطرح تكاليف كل خيار من أجل أن نفعل ما نعتقد أننا سنحصل من خلاله على أفضل نتيجة. وتقوم معدلات المخاطرة / الاستفادة بحل المسألة الرياضية فيما يتعلق بكل من الكشف عن المعلومات الخاصة وإخفائها. وتتمثل المزايا أو المنافع التقليدية للكشف في التحرر من الضغط والحصول على الدعم الاجتماعي والتقرب بشكل أكبر من الشخص الذي نتحدث إليه وفرصة التأثير في الآخرين. المخاطر الواقعية تمثل إحراجا أو رفضا أو قدرة منخفضة على السيطرة ومعرفة كل شخص عن أخبارنا.

### الكشف يخلق قدر من الثقة والملكية المشتركة
عندما يتم إخبار الآخرين أو يكتشفون معلومات شخصية خاصة فإنهم يصبحون مالكين مشتركين لتلك المعلومات.
تعتبر ساندرا بيتر ونيو نظرية إدارة الخصوصية الاتصالية على أساس كونها نظرية اتصالية متكاملة. إن هذا يعني أي شخص لا يمكنه التفكير في اتخاذ قرار عما إذا كان سيقوم بالإخفاء أو الكشف. إن حدث الكشف عن معلومات خاصة يخلق نوعا من الثقة وتوجه ذلك الشخص نحو حدود الخصوصية الجمعية.
ما الذي تعنيه الملكية المشتركة؟
1.	أولاً يجب أن يدرك الشخص الكاشف أن حدود الخصوصية الشخصية تشتمل المعلومات التي تحولت إلى حدود جمعية وإنها نادرا ما ترتد مرة أخرى لكي تكون شخصية. إن هذا يمكن أن يكون ممكنا فقط في حال كان الشخص الموثوق به قد مات أو عانى من فقدان للذاكرة. فبمجرد ما أن تخرج القطة من الحقيبة يكون من الصعب ردها إليها مرة أخرى. ومن ثم فإن هؤلاء الذين يمتلكون معلومات خاصة يجب أن يفكروا بعناية قبل تشاركها مع أشخاص آخرين.
2.	وثانياً – وكمالكين مشتركين يميل الناس إلى الإحساس بالمسئولية عن تلك المعلومات. إن هذا لا يعني أنهم يتصورون قدر معادل من المسئولية.
3.	وفي النهاية فإن هؤلاء الأشخاص الذين كانت لديهم تلك المعلومات فرضوا عليها قدرا أكبر التحوط من أجل حمايتها من هؤلاء الذين كانوا يطلبونها. وتسعى دراسة بيتر ونيو إلى التعرف عن كيف أن موظفي الرعاية وكبار السن المقيمين في دور إيواء العجزة يسعون إلى إدارة خصوصيتهم مع توضيح تعقيدات الملكية المشتركة للمعلومات الخاصة (13). ومن خلال المقابلات المتعمقة توصلت هي إلى أن المقيمين الجدد يواجهون فقدانا حادا في خصوصيتهم واستقلاليتهم عند دخولهم إلى الدار.

### تنسيق حدود الخصوصية المتبادلة
يحتاج المالكين المشتركين للمعلومات الخاصة إلى التفاوض بشكل متبادل على قواعد خصوصية يمكن الاتفاق عليها بشأن ما يمكن للآخرين معرفته. هذا هو المبدأ الرابع المحوري من نظرية إدارة الخصوصية الاتصالية – حيث تنتقل بيتر ونيو من النطاق الوصفي إلى النطاق التوجيهي مع المبادئ الثلاثة الأولى التي كانت تضع صورة لكيف يتعامل الناس مع معلوماتهم الخاصة – إنهم يعتقدون أنهم يمتلكونها ويسيطرون عليها (المبدأ الأول) من خلال استخدام قواعد الخصوصية (المبدأ 2). وإن قاموا بالكشف عن بعض تلك المعلومات الخاصة سيصبح المتلقي لها مالكا مشتركا لهذا النطاق المعلوماتي المشترك – وهو الأمر الذي يستوجب حقوقاً ومسئوليات. (المبدأ 3) ويفترض (المبدأ 4) أن حدود الخصوصية للمالكين المشتركين تكون حول هذا الجزء المحدد من المعلومات. ولكنها تعتقد أنه لغرض التناسق الارتباطي فإنهم يجب أن يكونوا متزامنين – لذلك فإن هذا المبدأ يمثل ذريعة للمالكين المشتركين من أجل التفاوض على حدود خصوصية متبادلة. أو باستخدام استعارة الخارطة فإنها تطلب من الأطراف أن يضعوا بشكل تعاوني ذات الحدود حول هذه القطعة المعلوماتية المشتركة.
إن تلك العملية الكلية الخاصة بالإدارة المشتركة للحدود الجمعية التي تتصورها بيتر ونيو ليست بسيطة. تركز تلك المفاوضات على حدود الملكية وترابط الملكية وإمكانية اختراق الحدود. ومن أجل توضيح ما هو متضمن في تنسيق قواعد إدارة الحدود فإنني سأستخدم إشكالية الخصوصية / الكشف التي لاقت الاهتمام الأكبر من ممارسي الاتصالات الطبية والعلماء – إنها حالة الإصابة ب فيروس نقص المناعة البشرية.
| حدود الخصوصية التبادلية                                                                             |
| --------------------------------------------------------------------------------------------------- |
| حدود خصوصية جمعية متزامنة يتشاركها المالكين المشتركين لأنهم لديهم قواعد خصوصية مشتركة متفاوض عليها. |

### حدود الملكية – من الذي يجب أن يقرر؟
لقد شاهدنا بالفعل أن الملكية المشتركة للمعلومات الخاصة تنطوي على مسئولية مشتركة بشأن احتواء تلك المعلومات أو الإفراج عنها. ولكن ليست جميع حدود الملكية تقع في نطاق 50 إلى 50. يمكن أن يكون لأحد الأشخاص نسبة أكبر من الأخر بشأن كيف يمكن معالجة تلك المعلومات أو الشعور بأنه يجب أن يكون لديهم سيطرة كاملة على طريقة استعمالها. وإن كان الأمر كذلك فإن هذا الشخص عادة ما يكون هو المالك الأصلي. وعندما يوافق الشخص الذي تم الوثوق به على أن المالك الأصلي لديه الحق في أن يتخذ القرار النهائي تشير بيتر ونيو إلى أن المتلقي بصفته مساهما سيكون “مشارك بالكامل في عملية الحفاظ على المعلومات ووفقا لقواعد خصوصية المالك الأصلي (14).
إن وصف بيتر ونيو لكيفية أن يصبح شخص ما صديقا يسلط الضوء على درجة السيطرة التي تكون لهذا المتلقي. (15) يسعى الموثوق به المتعمد بشكل مقصود إلى الحصول على المعلومات الخاصة وغالبا من أجل مساعدة الآخرين. وكقاعدة عامة كلما كان هؤلاء الأشخاص الأكثر تطلعا إلى تلك المعلومات مشاركين في دور الشخص الموثوق به كلما كانت السيطرة التي لديهم اقل على ما يسمعونه. وعلى النقيض من ذلك لا يرغب أي شخص موثوق به في الكشف والإفصاح ولا يتوقع ذلك -- وقد يجد أن المعلومات التي تم الكشف عنها عبئا غير مرحباً به.
حدود الملكية:- الحقوق والمسئوليات التي لدى المالكين المشتركين للمعلومات الخاصة للتحكم في نشرها.
| المساهم                                                                                | شخص موثوق به معتمد                                       | شخص موثوق به ليست لدية الرغبة                      |
| -------------------------------------------------------------------------------------- | -------------------------------------------------------- | -------------------------------------------------- |
| شخص موثوق به ملتزم بشكل كامل بمعاملة المعلومات الخاصة وفقا لقواعد خصوصية المالك الأصلي | الشخص المتلقي الذي يسعى إلى الحصول على المعلومات الخاصة. | مالك مشترك لمعلومات خاصة لم يسعى إليها ولا يريدها. |

### الارتباط الحدودي – من يريد أيضا أن يعرف؟
| الارتباط الحدي                                                                            |
| ----------------------------------------------------------------------------------------- |
| تحالف أو اتحاد يشكله المالكين المشتركين للمعلومات الخاصة فيما يتعلق بمن أيضا يمكن أن يعرف |

الارتباط الحدي أو الحدودي عبارة عن عملية ارتباط الشخص الموثوق به مع حدود خصوصية الشخص الذي قام بالكشف عن المعلومات. وعندما يكون لدى الشخص الكاشف عن المعلومات والمتلقي لها علاقة وثيقة قائمة على الثقة تكون هناك فرصة جيدة في أن المتلقي سوف يتعامل مع المعلومات الجديدة بالطريقة التي يريدها الشخص الكاشف عن تلك المعلومات.

### قابلية اختراق أو نفاذ الحدود -- ما مقدار المعلومات التي يمكنني تسريبها؟
| قابلية اختراق أو نفاذ الحدود                                    |
| --------------------------------------------------------------- |
| مدي ما تسمح به الحدود للمعلومات الخاصة بالتدفق إلي أطراف أخري . |

تشير قابلية نفاذ الحدود إلى درجة مسامية حدود الخصوصية. هناك بعض الحدود تكون محمية بقواعد صارمة مع هؤلاء الذين يعرفونها للحفاظ عليها في سرية مشددة. هذه الحواجز منيعة ضد الاختراق. وتشير بيتر ونيو إلى تلك الحواجز المعلوماتية على أساس كونها مغلقة أو سميكة أو محكمة الإغلاق. وغالبا ما تكون تلك المعلومات موضوعة في «حجر» بسبب عدم الكشف العام إلي هؤلاء الذين يقعون في الدائرة الداخلية منها. وعلى الطرف النقيض هناك بعض الحدود مسامية. وتصف بيتر ونيو تلك الحدود على أساس كونها مفتوحة أو رقيقة أو أنها منحلة. حيث تتسرب منها المعلومات بسهولة. وكحواجز تقف في وجه الكشف والإفصاح فإنها تمثل واجهة. ويتم الاحتفاء بها إلى الدرجة التي يفترض أن تتحقق فيها قواعد الخصوصية من تدفق المعلومات الداخلية. وكما هو الحال مع الارتباط الحدي والملكية الحدية لا تحدث قابلية النفاذ الحدية الجمعية بالمصادفة. وتتمثل الطريقة العملية التي توفرها نظرية إدارة الخصوصية الاتصالية نوعا من الإصرار على أن الكشف والأشخاص الموثوق بهم بحاجة إلى التفاوض بشكل متبادل على قواعد من أجل النشر إلى أطراف أخرى خارجية.

## الاضطراب الحدودي -علاقات في وجه الخطر
عندما لا يتفاوض المالكين المشتركين للمعلومات الخاصة بشكل فعال ويتبعون بشكل مشترك قواعد الخصوصية المحددة من المحتمل أن ينتج اضطرابا حديا. وعندما يفشل التنسيق الحدي يكون الاضطراب هو النتيجة. تستخدم بيتر ونيو استعارة الاضطراب الحدودي للإشارة إلى تلك " الاضطرابات في الطريقة التي يدير بها المالكين المشتركين وينظمون من خلالها تدفق المعلومات الخاصة بهم إلى أطراف أخرى ". وتوضح الأمثلة التي طرحتها أن الاضطراب يمكن أن يدمر بشكل سريع الثقة بين الكاشف عن المعلومات والمتلقي لها – تلك الثقة التي بنيت على مدار الوقت. ويحدد عالم الاتصال ليان نوبولوش (جامعة الينوي في أورانا كان بين) الاضطراب العلائقي على أساس كونه " تفاعل غير متزامن من الأشخاص نحو ظروف علائقية تصبح جلية في تقييمات معرفية متطرفة وردود أفعال عاطفية عنيفة واستجابات سلوكية شديدة الحماسة. (19) إن ردنا على الاضطراب ليس سالبا دائما ولكن الطريقة التي يؤثر فيها في أفكارنا ومشاعرنا وتصرفاتنا يمكن أن تغير بشكل جذري من علاقتنا مع الآخرين. وتدرج بيتر ونيو مجموعة متنوعة من العوامل التي يمكن أن تؤدي إلى اضطرابات حدودية سأوجزها في ثلاثة فئات – حدود غامضة وانتهاكات مقصودة وأخطاء. (20)

### الحدود الغامضة
وبشكل نموذجي للعديد من التفاعلات التي يتم فيها تشارك المعلومات الخاصة توصلت بيتر ونيو إلى أن المرضى والمؤيدين الذين يحضرون معهم نادرا ما يتناقشون فيما يمكن أن يتم الكشف عنه وما لا يمكن أن يتم الكشف عنه. إنها تضع العبء الأكبر على الصديق أو عضو الأسرة: فمن الغريب أن هؤلاء المؤيدين غير الرسميين لا يبدو أنهم يتشاورون مع المريض قبل الدخول في الحالة الطبية للتعرف على متى – أو – أو عما إذا كان يتعين على ذلك المؤيد أن يكشف عن المعلومات الطبية الخاصة أم لا. (22) إن عدم وجود حدود مشتركة معترفا بها وتكون مجرد فكرة غامضة لتوقعات المريض عندها يلجأ المؤيدين إلى استخدام قواعد الخصوصية الخاصة بهم لتوجيه ما يقولونه. والنتيجة اضطرابا – والمريض غالبا ما يشعر بالإحراج أو بالتعاسة.
| الاضطراب الحدي أو الحدودي                                                                             |
| --- |
| اضطراب إدارة الخصوصية والثقة الارتباطية التي تحدث عندما لا يكون هناك تزامن بين حدود الخصوصية الجمعية. |

وبطريقة مشابهة يمكن أن تتعرض الثقة بين الطبيب والمريض إلى الخطر. وكما أقر أحد الأطباء “عند قيام أحد الأصدقاء أو الأقارب بمرافقة مريض فإننا غالبا ما نكون غير واضحين بشأن وظيفة هذا الرفيق في المقابلة " (23) ومن وجهة النظر القانونية بمجرد ما أن يدعو المريض شخصا ما آخر للدخول لا يعود الطبيب بعد ذلك معنيا بالحفاظ على تلك السرية. ولكن قد يصدم المريض عندما تسمع زوجته أن الطبيب كشف عن نتائج اختبار تدعو للقلق وأن تشير إلى حالة طبية سابقة لم تكن تعلم شيئا عنها.

### الخروقات أو الانتهاكات المقصودة
في بعض الأحيان قد يدرك هؤلاء الذين أصبحوا الآن على دراية بأن المالك الأصلي سوف يشعر بالرعب في حال تفوهوا بكلمة عن ذلك – إلا أنهم سيكشفون عن السر بأي حال. قد يفعلون ذلك فعليا بهدف إيذاء المالك الأصلي – أو -بكل بساطة بسبب أن تحطيم الثقة يعمل لصالحهم. فحالة الانهيار الرومانسي المؤلمة هي قضية كلاسيكية عندما ينتقد الشريك الذي تم رفضه من خلال الكشف عن تفاصيل حميمة تجعل من الطرف الآخر يبدو سيئا. لم تقم بيتر ونيو بعمل انتهاكات عرضية في دراستها للمؤيدين الصحيين غير الرسميين ولكنها اكتشفت تجاوزات حدية مقصودة عندما واجه المؤيدون معضلة تتعلق بالسرية. لقد حدثت تلك الأشياء عندما قال المرضى أشياء إلى طبيبهم وعلم هؤلاء المؤيدون أنها لم تكن حقيقية – أو – تجنبوا الكشف عن معلومات طبية تدعو إلى الإحراج كان يعلم المؤيدون أنها ذات أهمية للطبيب أن يعرفها. وأوردت بيتر ونيو مثالا لرجل أخبر طبيب أمراض القلب والشرايين أنه قد كف عن التدخين بعد إجراء جراحة له في القلب. وأصبحت ابنته التي كانت حاضرة معه في مأزق – إنه يمكنها أن تحترم خصوصية والدها ولكن بصمتها ستعرض صحته للخطر أو أنها يمكن أن تنتهك قواعد خصوصية الأسرة من خلال الكشف عن استمرار تدخين والدها حتى يمكن للطبيب أن يتخذ قرارا طبيا قائما على دراية. إنها تواجه خيارا أخلاقيا مأساويا حيث مهما كان الشيء الذي ستفعله سيكون خاطئا.
لقد توصلت بيتر ونيو إلى أن المؤيدين الذين وضعوا في مثل هذا الموقف قد فضلوا الصحة على الخصوصية وأنه " من المحتمل في الحالات التي تكون فيها السلامة أو الرفاهية معرضة للخطر -- تبدو إشكاليات الخصوصية اقل أهمية بالنسبة لهؤلاء الذين يحاولون تقديم المساعدة (24) ودعما لهذا التفسير لاحظت أن هناك أحد الرجال قد أوضح بشكل مؤلم لماذا قام بمخالفة حدود الخصوصية الخاصة بزوجته " إنني لم أكن أريد لزوجتي أن تموت ".
| معضلة السرية |
| --- |
| خيار أخلاقي مأساوي يواجه الأشخاص الموثوق بهم عندما يتوجب عليهم انتهاك حدود الخصوصية الجمعية من اجل تفضيل مصلحة المالك الأصلي . |

ولا تأتي كل الاضطرابات الحدية والاضطرابات العلائقية من قواعد الخصوصية التي تقع خارج نطاق المزامنة أو انتهاك ومخالفة الحدود. وفي بعض الأحيان يصطنع الناس اضطرابات عن طريق ارتكاب أخطاء مثل السماح للأسرار بالتسرب عندما يكون حذرهم معطلا بعد تناول بعض المشروبات. فالموظفين الطبيين معرضين بذات القدر لارتكاب أخطاء اتصالية مثلنا. على سبيل المثال يرتكب الأطباء أخطاء تقديرية عندما يناقشون حالات مرضية خاصة في أماكن عامة.

## نقد:- التشخيص المتأني والوصفة الطبية الجيدة والغموض الأقل
نظرية إدارة الخصوصية الاتصالية نظرية اتصالية تفي بشكل جيد بخمسة معايير من المعايير الستة للنظرية التفسيرية الجيدة. ترسم بيتر ونيو خرائط لمختلف الطرق التي يتعامل بها الأفراد مع المعلومات الخاصة وتميز السبب الذي يجعلهم يختارونها. يتم تعزيز هذا الفهم للناس من خلال البحث النوعي الذي تجريه هي وغيرها من علماء الاتصال الآخرين من أجل زيادة معرفتنا بإدارة الخصوصية. وحقيقة أن نظرية إدارة الخصوصية الاتصالية توفر التركيز المطلوب على الخصوصية حيث كان هناك فراغا نظريا – قد خلق مجموعة اتفاق بشأن جدوى (قيمة) النظرية بين علماء الاتصال. ومن منظور طبي توفر نظرية إدارة الخصوصية الاتصالية تشخيصا ذكيا لاستخدام قواعد الخصوصية. وفيما يتعلق بتوضيح القيم تمثل نظرية إدارة الخصوصية الاتصالية الخصوصية على أساس كونها ذات قيمة في حد ذاتها وليست اقل شأنا من الانفتاح أو الشفافية أو الكشف عن الذات. فضلا عن ذلك تدعم بيتر ونيو قواعد الخصوصية المنسق لها بشكل متبادل على أساس كونها الطريقة المثلى لإنشاء حواجز فعالة تحمي المعلومات الخاصة المملوكة بشكل مشترك. إنه من الصعب القول إن النظرية تدعو إلى إحداث إصلاح جذري في المجتمع بالطريقة التي يفعلها أصحاب النظريات النقدية – غير أن بيتر ونيو تعتقد بشكل واضح أن العلاقات الصحية داخل المجتمع تعتمد على الثقة وأنها ستكون أقل تعرضا للمخاطر عندما يتبع الناس وصفتها القائمة على البحث لمنع حدوث الاضطرابات. ويعتبر المعيار التفسيري الذي لا تستوفيه نظرية؛ نظرية إدارة الخصوصية الاتصالية الجاذبية الجمالية – إنها مسألة تتعلق بالأسلوب والوضوح.
ويعد أسلوب بيتر ونيو التنظيمي أحد أساليب ترتيب أفكارها في قوائم متعددة. والنتيجة مجموعة مربكة من التصنيفات حيث الاتصال بين القوائم غير واضح عادة وكذلك العلاقة غير واضحة فيما بين البنود التي تقع في داخل كل فئة محددة. فالوضوح يمثل مشكلة أيضا. إنه أيضا مربك حيث أن بيتر ونيو تستخدم بشكل متكرر المؤهلات الاشتراطية مثل ربما ويميل لان يكون ومن المحتمل وفي بعض الأحيان. إن بيتر ونيو على دراية بتلك المشكلات.
وفي العام 2004 كتبت مقالة رائعة تتميز بالشفافية تحت عنوان «الطريق إلى تطوير نظرية إدارة للخصوصية الاتصالية: - وصف للعملية، برجاء الاستعداد . إنها تصف مرحلة من مراحل بناء النظرية حيث يكون هناك الكثير منها في مكانه والعديد من الكتل المفاهيمية قد تم تحديدها. غير أن الطريقة التي تتناسب فيها مع بعضها البعض تختلف وتتغير وتجعل من الارتباطات غامضة بشكل مؤقت» (27). إنني اعتبر هذا بمثابة وصفا دقيقا لما وصلت إليه النظرية الآن ولكن منذ ذلك الوقت طورت نظرية إدارة الخصوصية الاتصالية أيضا من أجل أن تقلل درجة الغموض. ويكتب بيتر ونيو بشكل مقنع عن قيمة تفاوض المالكين المشتركين ومدى السرعة التي يمكن من خلالها خسارة الثقة عند انتهاك قواعد الخصوصية (29). إلا أنه حاليا لا تطرح رؤية ثاقبة بشأن طريقة إجراء تلك المفاوضات. ولا تصف أيضاً سبل العلاج الواقعية لانعدام الثقة الذي نشأ عن الاضطرابات الحدودية. إنني اعتقد أن بيتر ونيو بحاجة لان تقوم بتوسيع نظرية إدارة الخصوصية الاتصالية لتقترح كيف يمكن وبشكل فعال التفاوض على الحدود المتبادلة وتطرح طرقا ووسائل لحل ذلك الاضطراب الذي يحدث عند انتهاك حدود الخصوصية الجمعية. تعمل بيتر ونيو الآن على كتاب جديد يتناول نظرية إدارة الخصوصية الاتصالية ويضم فصولا تحت عنوان «الطريقة التشخيصية» و «أداة الإصلاح» التي ستعالج تلك الإشكاليات الشائكة. وانطلاقا من مفهوم وصفها لسنة 2004 أعلاه فإنها تحثنا على أن «نظل متوائمين» (30).
نظرية إدارة الخصوصية الاتصالية

## مفهوم النظرية
ركزت نظرية النفاذ الاجتماعي لـ ألتمان وتايلور على الكشف الذاتي بصفته الوسيلة الأساسية لتطوير علاقات وثيقة. غير أن كل من التمان وكذلك باكستر ومونتجومري استنتجوا في النهاية أن الانفتاح ليس إلا مجرد جزء من القصة. كما تتوفر لدينا رغبة للتمتع بالخصوصية. وتتفق ساندرا بيتر ونيو الأستاذة الجامعية في مجال الاتصال في جامعة إنديانا – وجامعة بوردو إنديانا بولس مع آلتمان في أن كشف المعلومات الخاصة قد يعزز من علاقتك مع الأشخاص المهمين لك في حياتك. وتشارك أي من المعلومات السرية عادة معهم من شأنه أن يقلل من خصوصيتك. وتنظر بيتر ونيو إلى نظرية إدارة الخصوصية الاتصالية (CPM) على أساس كونها خارطة للطريقة التي يتحرك من خلالها الناس في نطاق خصوصيتهم. إنها تريد منا أن نفكر في حدود الخصوصية التي تشتمل المعلومات التي لدينا ولكن لا يعرفها الآخرون. ويمكن أن تتراوح حدود تلك الخصوصية من مرشحات دقيقة ومسامية إلى حواجز سميكة غير قابلة للاختراق تحمي الأسرار في أعماق مظلمة. ولكن حيثما كنا سنتشارك جزءا من تلك المعلومات مع شخص ما فإننا نعيد تشكيل حدود الخصوصية تلك .
```
ويعتبر توافر صورة ذهنية للحدود الوقائية أمرا أساسيا لفهم المبادئ الخمسة الجوهرية لـ نظرية إدارة الخصوصية الاتصالية لـ بترونيو: -
```

1. يعتقد الناس أنهم يمتلكون معلومات خاصة بهم ولديهم الحق في التحكم بها.
2. يتحكم الأشخاص في معلوماتهم الخاصة من خلال استخدام قواعد الخصوصية الشخصية.
3. عندما يتم إخبار أشخاص آخرين – أو – تتاح لهم إمكانية الوصول إلى تلك المعلومات الخاصة الشخصية فإنهم يصبحون مالكين مشتركين لتلك المعلومات.
4. يحتاج هؤلاء المالكون المشتركون لتلك لمعلومات الخاصة إلى التفاوض بشكل متبادل على قواعد خصوصية يمكن الاتفاق عليها بشأن إخبار الآخرين.
5. وعندما لا يتفاوض هؤلاء المالكون المشتركون للمعلومات الخاصة بشكل فعال ويتبعون قواعد الخصوصية المحددة بشكل متبادل يحتمل أن يظهر هناك اضطرابا حديا (حدوديا) كنتيجة لذلك.

وعلى الرغم من أن تلك البيانات الخمسة تبدو بسيطة إلا أن عمليات الإدارة التي تصفها غالبا ما تكون معقدة إلى حد ما. وسيتم تناول الاعتبارات النفسية والسلوكيات الاتصالية التي يؤكد عليها كل مبدأ من تلك المبادئ. وتأتي الأدلة على صحتها من أكثر من مائة دراسة بحثية امتدت إلى مجموعة عريضة من المواقف التي تتسم بكونها تمت وجها إلى وجه (مباشرة بين الأشخاص) حيث يكون هناك قدر من التوتر الجدلي فيما بين الخصوصية والكشف والإفصاح. وحيث أن بحث بيتر ونيو قد تجاوز سياقات التواصل الشخصي والأسري وسياقات التواصل الصحي وفيما يلي مجموعة متنوعة من الإشكاليات الطبية لأوضح كيف يقوم الأشخاص بإدارة معلوماتهم الخاصة.

### ملكية المعلومات الخاصة وإداراتها
يعتقد الناس أنهم يمتلكون معلوماتهم الخاصة ولديهم الحق في التحكم بها.
| المعلومات الخاصة                                                         |
| ------------------------------------------------------------------------ |
| محتوى عمليات الكشف والإفصاح المحتملة – تلك المعلومات التي يمكن امتلاكها. |

وبدلا عن التحدث عن الكشف الذاتي كما يفعل الكثير من أصحاب النظريات إلا أن بترونيو يشير إلى الكشف عن المعلومات الخاصة. وتوجد هناك أربعة أسباب تجعلها تفضل هذا التعبير: في المقام الأول: توجد هناك الكثير من المعلومات الخاصة التي نخبرها لآخرين ولكن تلك المعلومات الخاصة لا تتعلق بأنفسنا. هذا الكشف يمكن أن يكون متعلق بأشخاص آخرين أو ينقل أخبارا ذات طبيعة غير شخصية. وهناك سبب آخر يجعلها تتجنب تسمية الكشف الذاتي – وهو أنه عادة ما يتصاحب مع علاقة حميمة بين الأشخاص. على سبيل المثال جميع النظريات الثلاثة في قسم تطوير العلاقات تفترض أن الكشف الذاتي هو الطريقة الأساسية لتطوير روابط وعلاقات شخصية وثيقة (أنظر الفصول 9-11). غير أن بيتر ونيو لاحظت أنه يوجد هناك عدد من الدوافع التي تدعو إلى الكشف عن المعلومات الخاصة. على سبيل المثال يمكن أن تكون لدينا رغبة في تحرير أنفسنا من عبء أو منع حدوث خطأ أو ترك انطباع أو الإحساس بقدر من السيطرة أو بكل بساطة من أجل الاستمتاع بالتعبير عن الذات. وهناك سبب آخر يجعل بيتر ونيو تختار التحدث عن الكشف عن المعلومات الخاصة وهو أن تلك العبارة لها مدلول محايد مقارنة بالكشف الذاتي الذي يكون له إحساسا إيجابياً. ويمكن أن تكون نتيجة الكشف عن معلومات خاصة نتيجة جيدة ولكن بحسب ما هو واضح من خلال ما يحدث مع السقاة ومصففي الشعر يمكن أن يكون هذا أمر غير مرحب به. وفي النهاية بينما يركز مصطلح الكشف الذاتي على الفعل الفردي للشخص الكاشف إلا أن بيتر ونيو فضلت وصف توجيه الانتباه إلى محتوى ما يقال وكيفية تعامل الشخص الموثوق به مع تلك المعلومات الخاصة. وبهذا المعنى تعتبر نظرية اتصالية أكثر اكتمالا.

#### كيف ننظر إلى المعلومات الخاصة التي نقوم بإداراتها
المبدأ الأول من مبادئ نظرية إدارة الخصوصية الاتصالية واضحا تماماً: - إننا ننظر إليه على أساس كونه مبدأ لنا - ونحن نؤمن بأنها (أي تلك المعلومات الخاصة) ملكا لنا. إن اعتقادنا قويا جداً بأن بيتر ونيو تحدد مفهوم الخصوصية على أساس كونه «الإحساس بأن الشخص له الحق في أن يمتلك معلومات خاصة». وقد يكون إحساسك بتلك الطريقة هو ذات الإحساس الذي تشعر به حيال إجمالي المعدل التراكمي (التقدير الدراسي) العام الخاص بك.
| الخصوصية                                            |
| --------------------------------------------------- |
| إحساس بأن الشخص لديه الحق في أن يمتلك معلومات خاصة. |

إن الملكية تنقل كل من حقوق والتزامات على حد سواء. وتعزز الخصوصية إحساسنا بالاستقلالية وتجعلنا نشعر بأننا أقل عرضة للخطر. هذا هو الاتجاه الصاعد. غير أن بيتر ونيو تقترح أيضا أن ملكية المعلومات الخاصة يمكن أن تكون مسئولية. إنها تزعم أننا عندما نكون مطلعين على شيء لا يعرف عنه الآخرين شيئا فإننا نتفهم أننا مسئولين عن تلك المعلومات وسنكون محاسبين عن طريقة تعاملنا معها. ولهذا السبب فإننا نسعى إلى التحكم فيمن يمكن أن يعرفها أيضا. وفي نطاق سياق الخصوصية الطبية: ربما لا تواجه أي مجموعة ضغوطا أكبر من أجل الكشف من هؤلاء الأشخاص الذين لديهم ندب (أثر جرح) ملحوظ بشكل واضح. على سبيل المثال غالبا ما يطرح الغرباء أسئلة تدخليه على هؤلاء المصابين بشلل ما كانوا ليفكروا بطرحها على شخص صحيح البنية. وفي إحدى الدراسات البحثية المسماة بـ «كم تكلفة ذلك الكرسي المدولب؟»).
```
ويتحدث أستاذ الاتصال في جامعة نبراسكا الدكتور دوان برايت وايت عن كيفية إدارة المعاقين جسدياً لحدود خصوصيتهم. وتوصلت إلى أنه في معظم الحالات سوف يجيبون على سؤال في حال كانوا يعتبرونه مناسبا للمناقشة – أو – في حال تم طرحه من قبل أحد الأطفال. لكن إذا كانوا يعتقدون أنه من دافع الفضول أو تطلع غريب فإنهم يتجنبون الإجابة عليه – أو – يجيبون على السؤال بنوع من السخرية. وذكر أحد المستجيبين أنه توجد هناك " أوقات يأتي إليها الناس ويسألون عن أشياء ليست ذات أهمية بالنسبة لهم .
```

الأشخاص الذين قامت برايت وايت بمقابلاتهم كانوا يعتقدون بشكل واضح أنهم يمتلكون معلوماتهم الخاصة وأنهم يعملون بشكل نشط للحفاظ على سيطرتهم على تلك المعلومات بشأن كيف ومتى ومع من سيتم تشاركها. ينص المبدأ الأول من نظرية إدارة الخصوصية الاتصالية على أن ذلك حقيقيا لغالبيتنا. إن إحساسنا بالملكية يدفعنا إلى خلق حدود تتحكم بمدى انتشار ما نعلمه. والمبدأ الثاني من مبادئ نظرية إدارة الخصوصية الاتصالية يتناول مدى سماكة تلك الحدود التي يمكن أن تكون عليها.

### قواعد من أجل الإخفاء والكشف
يتحكم الناس بمعلوماتهم الخاصة من خلال استخدام قواعد الخصوصية الشخصية. تشير بيتر ونيو إلى نظرية إدارة الخصوصية الاتصالية على أساس كونها نظرية قائمة على قواعد 5. وهي تعني بذلك أن نظرية إدارة الخصوصية الاتصالية توفر مدخلا تفسيرياً يتعارض مع السعي الموضوعي أو العلمي لاستكشاف قوانين شاملة تتنبأ بدقة بالمكان الذي سيرسي فيه الناس حدود خصوصيتهم. وبدلا عن ذلك يحاول منظرو القواعد إلى تمييز لماذا أن الأشخاص يتبنون خيارات يقومون باتخاذها بشأن إخفاء أو كشف تلك المعلومات الخاصة بهم إلي اخرين . وعندما تحدد بيتر ونيو نمط الكشف في نطاق مجموعة من الأفراد ويظهر هؤلاء الناس تفسيرات مشابهة لتصرفاتهم فإنها تقوم بصياغة قواعد مستبطنة يبدو أنها توجه قراراتهم. تعتبر تلك القواعد موجهات للتفسير فضلا عن كونها قوانين جامدة. إلا أنه من حيث الممارسة فإنها تساعد الأشخاص على الشعور بأنهم يمتلكون سيطرة على معلوماتهم الخاصة.

#### النظرية القائمة على القاعدة: -
نظرية تفترض بأنه يمكننا أن نفهم بشكل أفضل تصرفات الأشخاص الذين قاموا باختيارها بشكل حر في حال قمنا بدراسة نظام القواعد التي يستخدمونه لتفسير وإدارة حياتهم. وتؤكد نظرية إدارة الخصوصية الاتصالية على أن تلك العوامل الخمسة تلعب دوراً هاماً في وضع وتطوير قواعد خصوصيتنا: إنها الثقافة والنوع والدافعية والسياق ومعدلات المخاطرة / الاستفادة. وفيما يلي توضيح للثوابت الخمسة في وضع قواعد الخصوصية.
- الثقافة –

```
تختلف الثقافة عن قيمة الانفتاح والكشف. فالولايات المتحدة الأمريكية عبارة عن مزيج متنوع ومختلف من العديد من الثقافات الفرعية غير أن بيتر ونيو لاحظت أن مواطني الولايات المتحدة الأمريكية بشكل عام فرديين بشكل كبير. إن هذا يعني أنهم لديهم تحيزا نحو اتجاه إغلاق الأبواب والاحتفاظ بالأسرار والحفاظ على الخصوصية.
```

- الجنس: -

```
تقول الحكمة الشعبية أن النساء يمارسن الكشف أكثر من الرجال . وما هو واضح هو أن كل من الرجال والنساء يكشفون بشكل أكثر سهولة عن معلومات خاصة إلى النساء أكثر من الرجال. يحتمل أن هذا صحيح بشكل خاص عندما تتعرض فتاة صغيرة إلى اعتداء جنسي من قبل شخص أكبر سناً.
```

- الدافعية: -

```
تؤكد بيتر ونيو على الانجذاب والإعجاب كدوافع شخصية يمكن أن تعمل على حل حدود الخصوصية التي لم يكن ليتم اختراقها بغير ذلك.
```

- السياق: -

```
يمكن للأحداث الصادمة أن تعيق - سواء بشكل مؤقت أو بشكل دائم - من تأثير الثقافة والجنس والدافعية عندما يصوغ الأشخاص قواعد الخصوصية الخاصة بهم. وأخذت بيتر ونيو في الاعتبار تشخيص مرض الإيدز – والانتحار وقتل أحد أفراد الأسرة وفقدان أحد أعضاء الجسم أو الشلل البدني ومعايشة مذابح الحرب أو الكوارث الطبيعية والتعرض لعدوان جنسي كطفل. يمكن لأي حدث من تلك الأحداث أن تنشئ حدود خصوصية لا يمكن اختراقها في البداية. يفترض أن الشخص الذي يعاني عليه أولاً أن يتأقلم – ويمكن أن يأتي بعد ذلك الحديث.
```

### معدل المخاطرة / الاستفادة: -
فكر مرة أخرى في الحسابات الذهنية التي تدعي نظرية التبادل الاجتماعي إننا نقوم بها قبل اتخاذ أي قرار بشأن الطريقة التي سنتصرف بها. إننا نضيف بعض المنافع ونقوم بطرح تكاليف كل خيار من أجل أن نفعل ما نعتقد أننا سنحصل من خلاله على أفضل نتيجة. وتقوم معدلات المخاطرة / الاستفادة بحل المسألة الرياضية فيما يتعلق بكل من الكشف عن المعلومات الخاصة وإخفائها. وتتمثل المزايا أو المنافع التقليدية للكشف في التحرر من الضغط والحصول على الدعم الاجتماعي والتقرب بشكل أكبر من الشخص الذي نتحدث إليه وفرصة التأثير في الآخرين. المخاطر الواقعية تمثل إحراجا أو رفضا أو قدرة منخفضة على السيطرة ومعرفة كل شخص عن أخبارنا.

#### الكشف يخلق قدر من الثقة والملكية المشتركة
عندما يتم إخبار الآخرين أو يكتشفون معلومات شخصية خاصة فإنهم يصبحون مالكين مشتركين لتلك المعلومات.
تعتبر ساندرا بيتر ونيو نظرية إدارة الخصوصية الاتصالية على أساس كونها نظرية اتصالية متكاملة. إن هذا يعني أي شخص لا يمكنه التفكير في اتخاذ قرار عما إذا كان سيقوم بالإخفاء أو الكشف. إن حدث الكشف عن معلومات خاصة يخلق نوعا من الثقة وتوجه ذلك الشخص نحو حدود الخصوصية الجمعية .
ما الذي تعنيه الملكية المشتركة؟
1.	أولاً يجب أن يدرك الشخص الكاشف أن حدود الخصوصية الشخصية تشتمل المعلومات التي تحولت إلى حدود جمعية وإنها نادرا ما ترتد مرة أخرى لكي تكون شخصية. إن هذا يمكن أن يكون ممكنا فقط في حال كان الشخص الموثوق به قد مات أو عانى من فقدان للذاكرة. فبمجرد ما أن تخرج القطة من الحقيبة يكون من الصعب ردها إليها مرة أخرى. ومن ثم فإن هؤلاء الذين يمتلكون معلومات خاصة يجب أن يفكروا بعناية قبل تشاركها مع أشخاص آخرين.
2.	وثانياً – وكمالكين مشتركين يميل الناس إلى الإحساس بالمسئولية عن تلك المعلومات. إن هذا لا يعني أنهم يتصورون قدر معادل من المسئولية.
3.	وفي النهاية فإن هؤلاء الأشخاص الذين كانت لديهم تلك المعلومات فرضوا عليها قدرا أكبر التحوط من أجل حمايتها من هؤلاء الذين كانوا يطلبونها. وتسعى دراسة بيتر ونيو إلى التعرف عن كيف أن موظفي الرعاية وكبار السن المقيمين في دور إيواء العجزة يسعون إلى إدارة خصوصيتهم مع توضيح تعقيدات الملكية المشتركة للمعلومات الخاصة (13). ومن خلال المقابلات المتعمقة توصلت هي إلى أن المقيمين الجدد يواجهون فقدانا حادا في خصوصيتهم واستقلاليتهم عند دخولهم إلى الدار.

#### تنسيق حدود الخصوصية المتبادلة
يحتاج المالكين المشتركين للمعلومات الخاصة إلى التفاوض بشكل متبادل على قواعد خصوصية يمكن الاتفاق عليها بشأن ما يمكن للآخرين معرفته. هذا هو المبدأ الرابع المحوري من نظرية إدارة الخصوصية الاتصالية – حيث تنتقل بيتر ونيو من النطاق الوصفي إلى النطاق التوجيهي مع المبادئ الثلاثة الأولى التي كانت تضع صورة لكيف يتعامل الناس مع معلوماتهم الخاصة – إنهم يعتقدون أنهم يمتلكونها ويسيطرون عليها (المبدأ الأول) من خلال استخدام قواعد الخصوصية (المبدأ 2). وإن قاموا بالكشف عن بعض تلك المعلومات الخاصة سيصبح المتلقي لها مالكا مشتركا لهذا النطاق المعلوماتي المشترك – وهو الأمر الذي يستوجب حقوقاً ومسئوليات. (المبدأ 3) ويفترض (المبدأ 4) أن حدود الخصوصية للمالكين المشتركين تكون حول هذا الجزء المحدد من المعلومات. ولكنها تعتقد أنه لغرض التناسق الارتباطي فإنهم يجب أن يكونوا متزامنين – لذلك فإن هذا المبدأ يمثل ذريعة للمالكين المشتركين من أجل التفاوض على حدود خصوصية متبادلة. أو باستخدام استعارة الخارطة فإنها تطلب من الأطراف أن يضعوا بشكل تعاوني ذات الحدود حول هذه القطعة المعلوماتية المشتركة.
إن تلك العملية الكلية الخاصة بالإدارة المشتركة للحدود الجمعية التي تتصورها بيتر ونيو ليست بسيطة. تركز تلك المفاوضات على حدود الملكية وترابط الملكية وإمكانية اختراق الحدود. ومن أجل توضيح ما هو متضمن في تنسيق قواعد إدارة الحدود فإنني سأستخدم إشكالية الخصوصية / الكشف التي لاقت الاهتمام الأكبر من ممارسي الاتصالات الطبية والعلماء – إنها حالة الإصابة ب فيروس نقص المناعة البشرية.
| حدود الخصوصية التبادلية                                                                             |
| --------------------------------------------------------------------------------------------------- |
| حدود خصوصية جمعية متزامنة يتشاركها المالكين المشتركين لأنهم لديهم قواعد خصوصية مشتركة متفاوض عليها. |

#### حدود الملكية – من الذي يجب أن يقرر؟
لقد شاهدنا بالفعل أن الملكية المشتركة للمعلومات الخاصة تنطوي على مسئولية مشتركة بشأن احتواء تلك المعلومات أو الإفراج عنها. ولكن ليست جميع حدود الملكية تقع في نطاق 50 إلى 50. يمكن أن يكون لأحد الأشخاص نسبة أكبر من الأخر بشأن كيف يمكن معالجة تلك المعلومات أو الشعور بأنه يجب أن يكون لديهم سيطرة كاملة على طريقة استعمالها. وإن كان الأمر كذلك فإن هذا الشخص عادة ما يكون هو المالك الأصلي. وعندما يوافق الشخص الذي تم الوثوق به على أن المالك الأصلي لديه الحق في أن يتخذ القرار النهائي تشير بيتر ونيو إلى أن المتلقي بصفته مساهما سيكون “مشارك بالكامل في عملية الحفاظ على المعلومات ووفقا لقواعد خصوصية المالك الأصلي (14). إن وصف بيتر ونيو لكيفية أن يصبح شخص ما صديقا يسلط الضوء على درجة السيطرة التي تكون لهذا المتلقي. (15) يسعى الموثوق به المتعمد بشكل مقصود إلى الحصول على المعلومات الخاصة وغالبا من أجل مساعدة الآخرين. وكقاعدة عامة كلما كان هؤلاء الأشخاص الأكثر تطلعا إلى تلك المعلومات مشاركين في دور الشخص الموثوق به كلما كانت السيطرة التي لديهم اقل على ما يسمعونه. وعلى النقيض من ذلك لا يرغب أي شخص موثوق به في الكشف والإفصاح ولا يتوقع ذلك -- وقد يجد أن المعلومات التي تم الكشف عنها عبئا غير مرحباً به.
حدود الملكية:- الحقوق والمسئوليات التي لدى المالكين المشتركين للمعلومات الخاصة للتحكم في نشرها.
| المساهم                                                                                | شخص موثوق به معتمد                                       | شخص موثوق به ليست لدية الرغبة                      |
| -------------------------------------------------------------------------------------- | -------------------------------------------------------- | -------------------------------------------------- |
| شخص موثوق به ملتزم بشكل كامل بمعاملة المعلومات الخاصة وفقا لقواعد خصوصية المالك الأصلي | الشخص المتلقي الذي يسعى إلى الحصول على المعلومات الخاصة. | مالك مشترك لمعلومات خاصة لم يسعى إليها ولا يريدها. |

#### الارتباط الحدودي – من يريد أيضا أن يعرف؟
| الارتباط الحدي                                                                            |
| ----------------------------------------------------------------------------------------- |
| تحالف أو اتحاد يشكله المالكين المشتركين للمعلومات الخاصة فيما يتعلق بمن أيضا يمكن أن يعرف |

الارتباط الحدي أو الحدودي عبارة عن عملية ارتباط الشخص الموثوق به مع حدود خصوصية الشخص الذي قام بالكشف عن المعلومات. وعندما يكون لدى الشخص الكاشف عن المعلومات والمتلقي لها علاقة وثيقة قائمة على الثقة تكون هناك فرصة جيدة في أن المتلقي سوف يتعامل مع المعلومات الجديدة بالطريقة التي يريدها الشخص الكاشف عن تلك المعلومات.

#### قابلية اختراق أو نفاذ الحدود -- ما مقدار المعلومات التي يمكنني تسريبها؟
| قابلية اختراق أو نفاذ الحدود                                    |
| --------------------------------------------------------------- |
| مدي ما تسمح به الحدود للمعلومات الخاصة بالتدفق إلي أطراف أخري . |

تشير قابلية نفاذ الحدود إلى درجة مسامية حدود الخصوصية. هناك بعض الحدود تكون محمية بقواعد صارمة مع هؤلاء الذين يعرفونها للحفاظ عليها في سرية مشددة. هذه الحواجز منيعة ضد الاختراق. وتشير بيتر ونيو إلى تلك الحواجز المعلوماتية على أساس كونها مغلقة أو سميكة أو محكمة الإغلاق. وغالبا ما تكون تلك المعلومات موضوعة في «حجر» بسبب عدم الكشف العام إلي هؤلاء الذين يقعون في الدائرة الداخلية منها. وعلى الطرف النقيض هناك بعض الحدود مسامية. وتصف بيتر ونيو تلك الحدود على أساس كونها مفتوحة أو رقيقة أو أنها منحلة. حيث تتسرب منها المعلومات بسهولة. وكحواجز تقف في وجه الكشف والإفصاح فإنها تمثل واجهة. ويتم الاحتفاء بها إلى الدرجة التي يفترض أن تتحقق فيها قواعد الخصوصية من تدفق المعلومات الداخلية. وكما هو الحال مع الارتباط الحدي والملكية الحدية لا تحدث قابلية النفاذ الحدية الجمعية بالمصادفة. وتتمثل الطريقة العملية التي توفرها نظرية إدارة الخصوصية الاتصالية نوعا من الإصرار على أن الكشف والأشخاص الموثوق بهم بحاجة إلى التفاوض بشكل متبادل على قواعد من أجل النشر إلى أطراف أخرى خارجية.

### الاضطراب الحدودي -علاقات في وجه الخطر
عندما لا يتفاوض المالكين المشتركين للمعلومات الخاصة بشكل فعال ويتبعون بشكل مشترك قواعد الخصوصية المحددة من المحتمل أن ينتج اضطرابا حديا. وعندما يفشل التنسيق الحدي يكون الاضطراب هو النتيجة. تستخدم بيتر ونيو استعارة الاضطراب الحدودي للإشارة إلى تلك " الاضطرابات في الطريقة التي يدير بها المالكين المشتركين وينظمون من خلالها تدفق المعلومات الخاصة بهم إلى أطراف أخرى ". وتوضح الأمثلة التي طرحتها أن الاضطراب يمكن أن يدمر بشكل سريع الثقة بين الكاشف عن المعلومات والمتلقي لها – تلك الثقة التي بنيت على مدار الوقت. ويحدد عالم الاتصال ليان نوبولوش (جامعة الينوي في أورانا كان بين) الاضطراب العلائقي على أساس كونه " تفاعل غير متزامن من الأشخاص نحو ظروف علائقية تصبح جلية في تقييمات معرفية متطرفة وردود أفعال عاطفية عنيفة واستجابات سلوكية شديدة الحماسة. (19) إن ردنا على الاضطراب ليس سالبا دائما ولكن الطريقة التي يؤثر فيها في أفكارنا ومشاعرنا وتصرفاتنا يمكن أن تغير بشكل جذري من علاقتنا مع الآخرين. وتدرج بيتر ونيو مجموعة متنوعة من العوامل التي يمكن أن تؤدي إلى اضطرابات حدودية سأوجزها في ثلاثة فئات – حدود غامضة وانتهاكات مقصودة وأخطاء. (20)

#### الحدود الغامضة
وبشكل نموذجي للعديد من التفاعلات التي يتم فيها تشارك المعلومات الخاصة توصلت بيتر ونيو إلى أن المرضى والمؤيدين الذين يحضرون معهم نادرا ما يتناقشون فيما يمكن أن يتم الكشف عنه وما لا يمكن أن يتم الكشف عنه. إنها تضع العبء الأكبر على الصديق أو عضو الأسرة: فمن الغريب أن هؤلاء المؤيدين غير الرسميين لا يبدو أنهم يتشاورون مع المريض قبل الدخول في الحالة الطبية للتعرف على متى – أو – أو عما إذا كان يتعين على ذلك المؤيد أن يكشف عن المعلومات الطبية الخاصة أم لا. (22) إن عدم وجود حدود مشتركة معترفا بها وتكون مجرد فكرة غامضة لتوقعات المريض عندها يلجأ المؤيدين إلى استخدام قواعد الخصوصية الخاصة بهم لتوجيه ما يقولونه. والنتيجة اضطرابا – والمريض غالبا ما يشعر بالإحراج أو بالتعاسة.
| الاضطراب الحدي أو الحدودي                                                                             |
| --- |
| اضطراب إدارة الخصوصية والثقة الارتباطية التي تحدث عندما لا يكون هناك تزامن بين حدود الخصوصية الجمعية. |

وبطريقة مشابهة يمكن أن تتعرض الثقة بين الطبيب والمريض إلى الخطر. وكما أقر أحد الأطباء “عند قيام أحد الأصدقاء أو الأقارب بمرافقة مريض فإننا غالبا ما نكون غير واضحين بشأن وظيفة هذا الرفيق في المقابلة " (23) ومن وجهة النظر القانونية بمجرد ما أن يدعو المريض شخصا ما آخر للدخول لا يعود الطبيب بعد ذلك معنيا بالحفاظ على تلك السرية. ولكن قد يصدم المريض عندما تسمع زوجته أن الطبيب كشف عن نتائج اختبار تدعو للقلق وأن تشير إلى حالة طبية سابقة لم تكن تعلم شيئا عنها.

#### الخروقات أو الانتهاكات المقصودة
في بعض الأحيان قد يدرك هؤلاء الذين أصبحوا الآن على دراية بأن المالك الأصلي سوف يشعر بالرعب في حال تفوهوا بكلمة عن ذلك – إلا أنهم سيكشفون عن السر بأي حال. قد يفعلون ذلك فعليا بهدف إيذاء المالك الأصلي – أو -بكل بساطة بسبب أن تحطيم الثقة يعمل لصالحهم. فحالة الانهيار الرومانسي المؤلمة هي قضية كلاسيكية عندما ينتقد الشريك الذي تم رفضه من خلال الكشف عن تفاصيل حميمة تجعل من الطرف الآخر يبدو سيئا. لم تقم بيتر ونيو بعمل انتهاكات عرضية في دراستها للمؤيدين الصحيين غير الرسميين ولكنها اكتشفت تجاوزات حدية مقصودة عندما واجه المؤيدون معضلة تتعلق بالسرية. لقد حدثت تلك الأشياء عندما قال المرضى أشياء إلى طبيبهم وعلم هؤلاء المؤيدون أنها لم تكن حقيقية – أو – تجنبوا الكشف عن معلومات طبية تدعو إلى الإحراج كان يعلم المؤيدون أنها ذات أهمية للطبيب أن يعرفها. وأوردت بيتر ونيو مثالا لرجل أخبر طبيب أمراض القلب والشرايين أنه قد كف عن التدخين بعد إجراء جراحة له في القلب. وأصبحت ابنته التي كانت حاضرة معه في مأزق – إنه يمكنها أن تحترم خصوصية والدها ولكن بصمتها ستعرض صحته للخطر أو أنها يمكن أن تنتهك قواعد خصوصية الأسرة من خلال الكشف عن استمرار تدخين والدها حتى يمكن للطبيب أن يتخذ قرارا طبيا قائما على دراية. إنها تواجه خيارا أخلاقيا مأساويا حيث مهما كان الشيء الذي ستفعله سيكون خاطئا. لقد توصلت بيتر ونيو إلى أن المؤيدين الذين وضعوا في مثل هذا الموقف قد فضلوا الصحة على الخصوصية وأنه " من المحتمل في الحالات التي تكون فيها السلامة أو الرفاهية معرضة للخطر -- تبدو إشكاليات الخصوصية اقل أهمية بالنسبة لهؤلاء الذين يحاولون تقديم المساعدة (24) ودعما لهذا التفسير لاحظت أن هناك أحد الرجال قد أوضح بشكل مؤلم لماذا قام بمخالفة حدود الخصوصية الخاصة بزوجته " إنني لم أكن أريد لزوجتي أن تموت ".
| معضلة السرية |
| --- |
| خيار أخلاقي مأساوي يواجه الأشخاص الموثوق بهم عندما يتوجب عليهم انتهاك حدود الخصوصية الجمعية من اجل تفضيل مصلحة المالك الأصلي . |

ولا تأتي كل الاضطرابات الحدية والاضطرابات العلائقية من قواعد الخصوصية التي تقع خارج نطاق المزامنة أو انتهاك ومخالفة الحدود. وفي بعض الأحيان يصطنع الناس اضطرابات عن طريق ارتكاب أخطاء مثل السماح للأسرار بالتسرب عندما يكون حذرهم معطلا بعد تناول بعض المشروبات. فالموظفين الطبيين معرضين بذات القدر لارتكاب أخطاء اتصالية مثلنا. على سبيل المثال يرتكب الأطباء أخطاء تقديرية عندما يناقشون حالات مرضية خاصة في أماكن عامة.

## نقد:- التشخيص المتأني والوصفة الطبية الجيدة والغموض الأقل
نظرية إدارة الخصوصية الاتصالية نظرية اتصالية تفي بشكل جيد بخمسة معايير من المعايير الستة للنظرية التفسيرية الجيدة. ترسم بيتر ونيو خرائط لمختلف الطرق التي يتعامل بها الأفراد مع المعلومات الخاصة وتميز السبب الذي يجعلهم يختارونها. يتم تعزيز هذا الفهم للناس من خلال البحث النوعي الذي تجريه هي وغيرها من علماء الاتصال الآخرين من أجل زيادة معرفتنا بإدارة الخصوصية. وحقيقة أن نظرية إدارة الخصوصية الاتصالية توفر التركيز المطلوب على الخصوصية حيث كان هناك فراغا نظريا – قد خلق مجموعة اتفاق بشأن جدوى (قيمة) النظرية بين علماء الاتصال. ومن منظور طبي توفر نظرية إدارة الخصوصية الاتصالية تشخيصا ذكيا لاستخدام قواعد الخصوصية. وفيما يتعلق بتوضيح القيم تمثل نظرية إدارة الخصوصية الاتصالية الخصوصية على أساس كونها ذات قيمة في حد ذاتها وليست اقل شأنا من الانفتاح أو الشفافية أو الكشف عن الذات. فضلا عن ذلك تدعم بيتر ونيو قواعد الخصوصية المنسق لها بشكل متبادل على أساس كونها الطريقة المثلى لإنشاء حواجز فعالة تحمي المعلومات الخاصة المملوكة بشكل مشترك. إنه من الصعب القول إن النظرية تدعو إلى إحداث إصلاح جذري في المجتمع بالطريقة التي يفعلها أصحاب النظريات النقدية – غير أن بيتر ونيو تعتقد بشكل واضح أن العلاقات الصحية داخل المجتمع تعتمد على الثقة وأنها ستكون أقل تعرضا للمخاطر عندما يتبع الناس وصفتها القائمة على البحث لمنع حدوث الاضطرابات. ويعتبر المعيار التفسيري الذي لا تستوفيه نظرية؛ نظرية إدارة الخصوصية الاتصالية الجاذبية الجمالية – إنها مسألة تتعلق بالأسلوب والوضوح. ويعد أسلوب بيتر ونيو التنظيمي أحد أساليب ترتيب أفكارها في قوائم متعددة. والنتيجة مجموعة مربكة من التصنيفات حيث الاتصال بين القوائم غير واضح عادة وكذلك العلاقة غير واضحة فيما بين البنود التي تقع في داخل كل فئة محددة. فالوضوح يمثل مشكلة أيضا. إنه أيضا مربك حيث أن بيتر ونيو تستخدم بشكل متكرر المؤهلات الاشتراطية مثل ربما ويميل لان يكون ومن المحتمل وفي بعض الأحيان. إن بيتر ونيو على دراية بتلك المشكلات. وفي العام 2004 كتبت مقالة رائعة تتميز بالشفافية تحت عنوان «الطريق إلى تطوير نظرية إدارة للخصوصية الاتصالية: - وصف للعملية، برجاء الاستعداد . إنها تصف مرحلة من مراحل بناء النظرية حيث يكون هناك الكثير منها في مكانه والعديد من الكتل المفاهيمية قد تم تحديدها. غير أن الطريقة التي تتناسب فيها مع بعضها البعض تختلف وتتغير وتجعل من الارتباطات غامضة بشكل مؤقت» (27). إنني اعتبر هذا بمثابة وصفا دقيقا لما وصلت إليه النظرية الآن ولكن منذ ذلك الوقت طورت نظرية إدارة الخصوصية الاتصالية أيضا من أجل أن تقلل درجة الغموض. ويكتب بيتر ونيو بشكل مقنع عن قيمة تفاوض المالكين المشتركين ومدى السرعة التي يمكن من خلالها خسارة الثقة عند انتهاك قواعد الخصوصية (29). إلا أنه حاليا لا تطرح رؤية ثاقبة بشأن طريقة إجراء تلك المفاوضات. ولا تصف أيضاً سبل العلاج الواقعية لانعدام الثقة الذي نشأ عن الاضطرابات الحدودية. إنني اعتقد أن بيتر ونيو بحاجة لان تقوم بتوسيع نظرية إدارة الخصوصية الاتصالية لتقترح كيف يمكن وبشكل فعال التفاوض على الحدود المتبادلة وتطرح طرقا ووسائل لحل ذلك الاضطراب الذي يحدث عند انتهاك حدود الخصوصية الجمعية. تعمل بيتر ونيو الآن على كتاب جديد يتناول نظرية إدارة الخصوصية الاتصالية ويضم فصولا تحت عنوان «الطريقة التشخيصية» و «أداة الإصلاح» التي ستعالج تلك الإشكاليات الشائكة. وانطلاقا من مفهوم وصفها لسنة 2004 أعلاه فإنها تحثنا على أن «نظل متوائمين» (30).